# Inari (obec)
Inari (Aanaar v inarské sámštině, Anár v severní sámštině, Aanar v skoltské sámštině, Enare ve švédštině) je obec ve Finsku. Byla ustanovena roku 1876. Jejími největšími vesnicemi jsou Ivalo s asi 4 000 obyvateli a samotné Inari s asi 450 obyvateli.
Inari leží ve finském Laponsku. V celé obci žije asi 7 270 lidí. Rozkládá se na ploše 17 321,32 km², ze kterých 2 148,51 km² je vodních ploch. Plochou je to největší obec ve Finsku. Hustota zalidnění zde ale v průměru činí pouhých 0,5 ob./km².
Obec má čtyři oficiální jazyky: finštinu, inarskou sámštinu (900 mluvčích), severní sámštinu (600 mluvčích) a skoltskou sámštinu (700 mluvčích).
Na území obce zasahují dva finské národní parky: Národní park Lemmenjoki a Národní park Urho Kekkonena.

## Související články

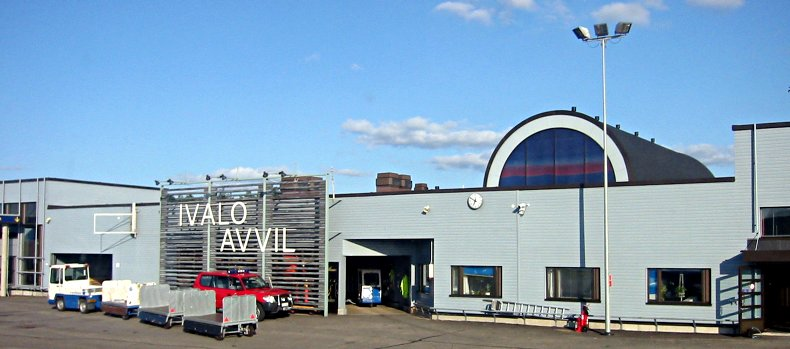
Letiště v Ivalu

## Vesnice v obvodu Inari
- Ivalo
- Kaamanen
- Inari
- Kultala
- Kyrö
- Muddusjärvi
- Näätämö
- Paadar
- Paatsjoki
- Saariselkä
- Sevettijärvi